# Hedebahn
| Bahnhof Sveg |                      |                            |                            |
| Streckenlänge: | 72,551 km            |                            |                            |
| Spurweite: | 1435 mm (Normalspur) |                            |                            |
| Maximale Neigung: | 25 ‰                 |                            |                            |
| Minimaler Radius: | 300 m                |                            |                            |
| Streckengeschwindigkeit: | 45 km/h              |                            |                            |
| |                      |                            |                            |
| \| \| \| Inlandsbahn von Mora \| \| \| \| 0,000 \| Sveg \| 358 m.ö.h. \| \| \| \| Inlandsbahn nach Östersund \| \| \| \| 0,80 \| Industrieanschluss \| Industrieanschluss \| \| \| 5,214 \| Överberg \| 389 m.ö.h. \| \| \| 8,20 \| Överbergs dytag \| Överbergs dytag \| \| \| 15,500 \| Remsberget \| Remsberget \| \| \| 17,646 \| Glissjöberg \| 372 m.ö.h \| \| \| 27,147 \| Storfäringen \| Storfäringen \| \| \| 39,380 \| Håberget \| Håberget \| \| \| 42,40 \| Sömlingsbäcken \| 395 m.ö.h. \| \| \| 51,50 \| Växel vid km 51,5 \| Växel vid km 51,5 \| \| \| 55,485 \| Vemdalen \| Vemdalen \| \| \| \| Vemån \| \| \| \| \| zum Vikarsjön (665 m) \| \| \| \| 63,915 \| Hedeviken \| Hedeviken \| \| \| 68,60 \| Vitåns grusgrop \| Vitåns grusgrop \| \| \| 72,228 \| Hede \| 409 m.ö.h. \| |                      |                            |                            |
| Strecke |                      | Inlandsbahn von Mora       | Inlandsbahn von Mora       |
| Bahnhof | 0,000                | Sveg                       | 358 m.ö.h.                 |
| Abzweig geradeaus und nach rechts |                      | Inlandsbahn nach Östersund | Inlandsbahn nach Östersund |
| | 0,80                 | Industrieanschluss         | Industrieanschluss         |
| Bahnhof (Strecke außer Betrieb) | 5,214                | Överberg                   | 389 m.ö.h.                 |
| Abzweig geradeaus und nach links (Strecke außer Betrieb) | 8,20                 | Överbergs dytag            | Överbergs dytag            |
| Haltepunkt / Haltestelle (Strecke außer Betrieb) | 15,500               | Remsberget                 | Remsberget                 |
| Bahnhof (Strecke außer Betrieb) | 17,646               | Glissjöberg                | 372 m.ö.h                  |
| Haltepunkt / Haltestelle (Strecke außer Betrieb) | 27,147               | Storfäringen               | Storfäringen               |
| Bahnhof (Strecke außer Betrieb) | 39,380               | Håberget                   | Håberget                   |
| Haltepunkt / Haltestelle (Strecke außer Betrieb) | 42,40                | Sömlingsbäcken             | 395 m.ö.h.                 |
| Blockstelle (Strecke außer Betrieb) | 51,50                | Växel vid km 51,5          | Växel vid km 51,5          |
| Bahnhof (Strecke außer Betrieb) | 55,485               | Vemdalen                   | Vemdalen                   |
| Brücke über Wasserlauf (Strecke außer Betrieb) |                      | Vemån                      | Vemån                      |
| Abzweig geradeaus und von links (Strecke außer Betrieb) |                      | zum Vikarsjön (665 m)      | zum Vikarsjön (665 m)      |
| Bahnhof (Strecke außer Betrieb) | 63,915               | Hedeviken                  | Hedeviken                  |
| Abzweig geradeaus und nach rechts (Strecke außer Betrieb) | 68,60                | Vitåns grusgrop            | Vitåns grusgrop            |
| Kopfbahnhof Streckenende (Strecke außer Betrieb) | 72,228               | Hede                       | 409 m.ö.h.                 |

Die Hedebahn (schwedisch Hedebanan) war eine Eisenbahnstrecke in der mittelschwedischen Provinz Jämtlands län. 

## Geschichte
Bereits im Juli 1911 wurden die Möglichkeiten einer Bahnstrecke zwischen Sveg und Hede kyrkoby untersucht. Die Untersuchungen brachten 1912 den Vorschlag, im Rahmen des Baus der Staatsbahn zwischen Sveg und Brunflo eine Zweigstrecke von Sveg nach Hede zu errichten. 1917 war der größte Teil der Route vermessen, mit dem Bau wurde ab Sveg im gleichen Jahr begonnen. Die Planungen sahen eine Bauzeit von vier Jahren vor, die endgültige Fertigstellung dauerte wegen des Ersten Weltkrieges bis 1924.
Zur Erschließung der Bahnbaustellen waren 25 Kilometer neue Straßen erforderlich. Nach der Fertigstellung wurde die Strecke in den Teilabschnitten Sveg–Vemån 1921 und Vemån–Hede 1923 für den vorläufigen Güterverkehr benutzt. Die Schienen waren gebraucht und kamen von Strecken, die mit verstärkten Schienen ausgerüstet wurden. Es wurden Schienen mit einem Metergewicht von 27,5 und 24,8 kg/m verwendet; letztere kamen von Mora–Vänerns Järnväg.
An der Strecke wurden ein Bahnhof, fünf Halteplätze mit Güterverladungs- und Kreuzungsmöglichkeiten sowie eine Kreuzungsstation erbaut. Die größeren Orte entlang der Strecke wurden wie folgt bedient: Glissjöberg, Linsell, Ransjö und Glöte von Glissjöberg, Håberget, Hån und Vallen von Håberget, Vikarsjön von Hedeviken und Hede, Långå, Tännäs, Ljusnedal und Funäsdalen von Hede.
Die offizielle Eröffnung der gesamten Strecke fand am 9. November 1924 statt. Der Bau kostete 5,6 Millionen Kronen. Die 72 km lange Strecke zweigte in Sveg von der Inlandsbahn ab und führte in Richtung Westen bis zum Endbahnhof Hede.
Von 1934 bis 1965 gab es während der Wintersportsaison direkte Schlafwagen zwischen Göteborg, Mjölby, Stockholm und Hede. Von 1954 bis 1956 fuhr an den Wochenenden ein durchgehender Triebwagenzug mit dem Namen Härjedalingen zwischen Stockholm und Hede.

## Stilllegung
Als in den 1960er Jahren der Bahnverkehr zunehmend unwirtschaftlich wurde, beschlossen die schwedischen Staatsbahnen SJ die Stilllegung der Strecke. Nach einer feierlichen Abschiedsfahrt mit der S1 1923 am 30. Januar ruhte ab dem 1. Februar 1966 der Verkehr nach Hede. Ein Teil der Strecke wurde für militärische Schießübungen verwendet. Der Abschnitt Hede–Glissjöberg wurde kurze Zeit später abgebaut. Lediglich die knapp 18 Kilometer Strecke Glissjöberg–Sveg wurde noch bis zum 6. Oktober 1970 für den Güterverkehr genutzt. Danach wurde dieses Teilstück stillgelegt und abgebaut. Innerhalb von Sveg wird noch ein kurzes Reststück der Strecke als Industrieanschluss betrieben.
Nach dem Rückbau der Strecke ist dort eine Art Feldweg entstanden.